# Jimmy Crack Corn
"Jimmy Crack Corn" é o segundo single da coletânea musical Eminem Presents the Re-Up. A canção é cantada por Eminem e 50 Cent. Foi lançada em 2007 no formato CD single e download digital, com parceria da gravadora Shady Records.

## Sobre
Apresentou uma enorme variável nos gráficos dos Estados Unidos. Enquanto o single ficou na primeira posição Bubbling Under Hot 100 Singles por duas semanas, no Pop 100, a melhor posição que conseguiu foi apenas o 77º lugar, em duas semanas não consecutivas.
A canção possui uma versão oficial remix, tendo Cashis substituído 50 Cent e a música ganhado um novo verso de Eminem.

## Paradas musicais
| Gráfico (2007)                           | Melhor posição |
| ---------------------------------------- | -------------- |
| Billboard Bubbling Under Hot 100 Singles | 1              |
| Billboard Pop 100                        | 77             |